# Список пісень Guns N' Roses
Guns N' Roses є американським хардрок-гуртом, який був утворений в 1985 році учасниками гуртів "L.A. Guns" та "Hollywood Rose". Після підписання в 1986 році контракту зі студією звукозапису Geffen Records, гурт в 1987 році випустив свій дебютний альбом Appetite for Destruction. Авторство всіх пісень в цьому альбомі приписувалось всім членам гурту, який на той момент складався із вокаліста Ексл Роуза, гітаристів Слеша та Іззі Стредліна, бас-гітариста Даффа МакКагана та барабанщика Стівена Адлера. Участь в створенні деяких пісень брали також інші люди: Вест Аркін став співавтором пісні "It's So Easy", а Кріс Вебер, колишній учасник "Hollywood Rose", став співавтором пісні "Anything Goes". Наступного року вийшов другий альбом G N' R Lies, який складався із всіх чотирьох записів мініальбому "Live ?!*@ Like a Suicide" 1986 року та із чотирьох акустичних записів.
Після періоду турів, в 1990 році Мет Сорум замінив Стівена Адлера на позиції барабанщика, також до гурту доєднався клавішник Діззі Рід. 17 вересня 1991 року гурт випустив одразу два альбоми: Use Your Illusion I та Use Your Illusion II. Авторство пісень в цих альбомах приписувалось окремим авторам замість всього гурту, при цьому Ексл Роуз, Іззі Стредлін та Слеш доклали руку до більшості пісень. В деяких піснях основний вокал виконувався не тільки вокалістом Ексл Роузом, але також й іншими учасниками гурту. Багато запрошених музикантів брали участь у створенні цих двох альбомів, серед них Шеннон Хун, Майкл Монро та Еліс Купер. Трохи пізніше Іззі Стредлін покинув гурт і його замінив Гілбі Кларк.
В 1993 році гурт випустив альбом кавер-версій "The Spaghetti Incident?". Серед інших, в альбомі були присутні кавери на пісню "Raw Power" гурту The Stooges, "Since I Don't Have You" гурту The Skyliners, кавер що є поєднанням пісень "Buick Mackane" та "Big Dumb Sex" гуртів T. Rex та Soundgarden відповідно. Наступного року гітариста Гілбі Кларка замінив Пол Тобіас і гурт випустив кавер на пісню Sympathy for the Devil гурту The Rolling Stones для саундтреку фільму Інтерв'ю з вампіром: Хроніка життя вампіра. Це був останній раз, коли гурт випускав пісні за присутності Слеша, МакКагана та Сорума, які пробули в його складі багато років. Кожен з них покине гурт в різні моменти часу після цього.
Протягом багатьох років після випуску The Spaghetti Incident?, гурт Guns N' Roses зазнав великих змін у своєму складі під час запису довгоочікуваного альбому Chinese Democracy. 1999 року запис "Oh My God" став першою оригінальною піснею гурту після випуску пари альбомів "Use Your Illusion". Ця пісня була створена для саундтреку фільму Кінець світу. Гітарні партії в цій пісні виконали Дейв Наварро та Гері Саншайн. Альбом Chinese Democracy після декількох затримок нарешті вийшов 23 листопада 2008 року, через 17 років після випуску попередніх двох альбомів.

## Список
Далі наведено список опублікованих пісень гурту Guns N' Roses. Крім них у гурту є близько пів сотні пісень, над якими вони працювали, але ніколи їх не публікували. Пісні, що вийшли як сингли позначені сірим кольором. Для пісень, які є кавер-версіями, в дужках позначений оригінальний автор.
| 1 A B C D E G H I K L M N O P R S T U W Y |

| Пісня                                                                              | Альбом                                                                                       | Рік публікації | Оф. відео на YouTube                            |
| ---------------------------------------------------------------------------------- | -------------------------------------------------------------------------------------------- | -------------- | ----------------------------------------------- |
| 14 Years                                                                           | Use Your Illusion II                                                                         | 1991           | [Архівовано 13 вересня 2021 у Wayback Machine.] |
| ABSUЯD                                                                             | —                                                                                            | 2021           | [Архівовано 17 серпня 2021 у Wayback Machine.]  |
| Ain't It Fun (оригінальний виконавець - Dead Boys)                                 | The Spaghetti Incident?                                                                      | 1993           | [Архівовано 17 серпня 2021 у Wayback Machine.]  |
| Ain't Going Down                                                                   | Guns N' Roses Pinball                                                                        | 1994           | [Архівовано 17 серпня 2021 у Wayback Machine.]  |
| Anything Goes                                                                      | Appetite for Destruction                                                                     | 1987           | [Архівовано 17 серпня 2021 у Wayback Machine.]  |
| Attitude (оригінальний виконавець - The Misfits)                                   | The Spaghetti Incident?                                                                      | 1993           | [Архівовано 17 серпня 2021 у Wayback Machine.]  |
| Back Off Bitch                                                                     | Use Your Illusion I                                                                          | 1991           | [Архівовано 4 жовтня 2021 у Wayback Machine.]   |
| Bad Apples                                                                         | Use Your Illusion I                                                                          | 1991           | [Архівовано 17 серпня 2021 у Wayback Machine.]  |
| Bad Obsession                                                                      | Use Your Illusion I                                                                          | 1991           | [Архівовано 17 серпня 2021 у Wayback Machine.]  |
| Better                                                                             | Chinese Democracy                                                                            | 2008           | [Архівовано 17 серпня 2021 у Wayback Machine.]  |
| Black Leather (оригінальний виконавець - The Runaways)                             | The Spaghetti Incident?                                                                      | 1993           | [Архівовано 17 серпня 2021 у Wayback Machine.]  |
| Breakdown                                                                          | Use Your Illusion II                                                                         | 1991           | [Архівовано 12 вересня 2021 у Wayback Machine.] |
| Buick Makane (Big Dumb Sex) (оригінальні виконавці - T. Rex та Soundgarden)        | The Spaghetti Incident?                                                                      | 1993           | [Архівовано 17 серпня 2021 у Wayback Machine.]  |
| Catcher in the Rye                                                                 | Chinese Democracy                                                                            | 2008           | [Архівовано 17 серпня 2021 у Wayback Machine.]  |
| Chinese Democracy                                                                  | Chinese Democracy                                                                            | 2008           | [Архівовано 17 серпня 2021 у Wayback Machine.]  |
| Civil War                                                                          | Nobody's Child: Romanian Angel Appeal Use Your Illusion II                                   | 1990 1991      | [Архівовано 15 серпня 2021 у Wayback Machine.]  |
| Coma                                                                               | Use Your Illusion I                                                                          | 1991           | [Архівовано 17 серпня 2021 у Wayback Machine.]  |
| Dead Horse                                                                         | Use Your Illusion I                                                                          | 1991           | [Архівовано 17 серпня 2021 у Wayback Machine.]  |
| Don't Cry                                                                          | Use Your Illusion I Use Your Illusion II                                                     | 1991           | [Архівовано 15 серпня 2021 у Wayback Machine.]  |
| Don't Damn Me                                                                      | Use Your Illusion I                                                                          | 1991           | [Архівовано 17 серпня 2021 у Wayback Machine.]  |
| Double Talkin' Jive                                                                | Use Your Illusion I                                                                          | 1991           | [Архівовано 17 серпня 2021 у Wayback Machine.]  |
| Down on the Farm (оригінальний виконавець - U.K. Subs)                             | The Spaghetti Incident?                                                                      | 1993           | [Архівовано 17 серпня 2021 у Wayback Machine.]  |
| Dust N' Bones                                                                      | Use Your Illusion I                                                                          | 1991           | [Архівовано 17 серпня 2021 у Wayback Machine.]  |
| Estranged                                                                          | Use Your Illusion II                                                                         | 1991           | [Архівовано 22 серпня 2021 у Wayback Machine.]  |
| The Garden                                                                         | Use Your Illusion I                                                                          | 1991           | [Архівовано 17 серпня 2021 у Wayback Machine.]  |
| Garden of Eden                                                                     | Use Your Illusion I                                                                          | 1991           | [Архівовано 10 серпня 2021 у Wayback Machine.]  |
| The General                                                                        | —                                                                                            | 2023           |                                                 |
| Get in the Ring                                                                    | Use Your Illusion II                                                                         | 1991           | [Архівовано 17 серпня 2021 у Wayback Machine.]  |
| Hair of the Dog (оригінальний виконавець - Nazareth)                               | The Spaghetti Incident?                                                                      | 1993           | [Архівовано 17 серпня 2021 у Wayback Machine.]  |
| Hard Skool                                                                         | —                                                                                            | 2021           | [Архівовано 10 грудня 2021 у Wayback Machine.]  |
| Heartbreak Hotel (оригінальний виконавець - Елвіс Преслі)                          | Appetite for Destruction Super Deluxe edition                                                | 2018           | [Архівовано 16 грудня 2020 у Wayback Machine.]  |
| Human Being (оригінальний виконавець - New York Dolls)                             | The Spaghetti Incident?                                                                      | 1993           | [Архівовано 17 серпня 2021 у Wayback Machine.]  |
| I Don't Care About You (оригінальний виконавець - Fear)                            | The Spaghetti Incident?                                                                      | 1993           | [Архівовано 17 серпня 2021 у Wayback Machine.]  |
| I.R.S.                                                                             | Chinese Democracy                                                                            | 2008           | [Архівовано 17 серпня 2021 у Wayback Machine.]  |
| If the World                                                                       | Chinese Democracy                                                                            | 2008           | [Архівовано 17 серпня 2021 у Wayback Machine.]  |
| It's So Easy                                                                       | Appetite for Destruction                                                                     | 1987           | [Архівовано 12 квітня 2021 у Wayback Machine.]  |
| Jumpin' Jack Flash (оригінальний виконавець - The Rolling Stones)                  | Appetite for Destruction Super Deluxe edition                                                | 2018           | [Архівовано 17 серпня 2021 у Wayback Machine.]  |
| Knockin' on Heaven's Door (оригінальний виконавець - Боб Ділан)                    | Days Of Thunder (саундтрек) Use Your Illusion II                                             | 1990 1991      | [Архівовано 4 вересня 2021 у Wayback Machine.]  |
| Live and Let Die (оригінальний виконавець - Wings)                                 | Use Your Illusion I                                                                          | 1991           | [Архівовано 17 серпня 2021 у Wayback Machine.]  |
| Locomotive (Complicity)                                                            | Use Your Illusion II                                                                         | 1991           | [Архівовано 17 серпня 2021 у Wayback Machine.]  |
| Look at Your Game, Girl (оригінальний виконавець - Чарлз Менсон)                   | The Spaghetti Incident?                                                                      | 1993           | [Архівовано 17 серпня 2021 у Wayback Machine.]  |
| Madagascar                                                                         | Chinese Democracy                                                                            | 2008           | [Архівовано 17 серпня 2021 у Wayback Machine.]  |
| Mama Kin (оригінальний виконавець - Aerosmith)                                     | Live ?!*@ Like a Suicide                                                                     | 1986           | [Архівовано 17 серпня 2021 у Wayback Machine.]  |
| Move to the City                                                                   | Live ?!*@ Like a Suicide Appetite for Destruction Super Deluxe edition                       | 1986 2018      | [Архівовано 11 лютого 2021 у Wayback Machine.]  |
| Mr. Brownstone                                                                     | Appetite for Destruction                                                                     | 1987           | [Архівовано 2 лютого 2021 у Wayback Machine.]   |
| My Michelle                                                                        | Appetite for Destruction                                                                     | 1987           | [Архівовано 17 серпня 2021 у Wayback Machine.]  |
| My World                                                                           | Use Your Illusion II                                                                         | 1991           | [Архівовано 26 вересня 2021 у Wayback Machine.] |
| New Rose (оригінальний виконавець - The Damned)                                    | The Spaghetti Incident?                                                                      | 1993           | [Архівовано 17 серпня 2021 у Wayback Machine.]  |
| New Work Tune                                                                      | Appetite for Destruction Super Deluxe edition                                                | 2018           | [Архівовано 17 серпня 2021 у Wayback Machine.]  |
| Nice Boys (оригінальний виконавець - Rose Tattoo)                                  | Live ?!*@ Like a Suicide                                                                     | 1986           | [Архівовано 17 серпня 2021 у Wayback Machine.]  |
| Nightrain                                                                          | Appetite for Destruction                                                                     | 1987           | [Архівовано 17 серпня 2021 у Wayback Machine.]  |
| November Rain                                                                      | Use Your Illusion I Appetite for Destruction Super Deluxe edition                            | 1991 2018      | [Архівовано 5 вересня 2017 у Wayback Machine.]  |
| Oh My God                                                                          | End of Days (саундтрек)                                                                      | 1999           |                                                 |
| One in a Million                                                                   | G N' R Lies                                                                                  | 1988           | [Архівовано 17 серпня 2021 у Wayback Machine.]  |
| Out ta Get Me                                                                      | Appetite for Destruction                                                                     | 1987           | [Архівовано 17 серпня 2021 у Wayback Machine.]  |
| Paradise City                                                                      | Appetite for Destruction                                                                     | 1987           | [Архівовано 18 серпня 2021 у Wayback Machine.]  |
| Patience                                                                           | G N' R Lies                                                                                  | 1988           | [Архівовано 15 серпня 2021 у Wayback Machine.]  |
| Perfect Crime                                                                      | Use Your Illusion I                                                                          | 1991           | [Архівовано 4 жовтня 2021 у Wayback Machine.]   |
| Perhaps                                                                            | —                                                                                            | 2023           |                                                 |
| The Plague                                                                         | Appetite for Destruction Super Deluxe edition                                                | 2018           | [Архівовано 17 серпня 2021 у Wayback Machine.]  |
| Pretty Tied Up (The Perils of Rock n' Roll Decadence)                              | Use Your Illusion II                                                                         | 1991           | [Архівовано 17 серпня 2021 у Wayback Machine.]  |
| Prostitute                                                                         | Chinese Democracy                                                                            | 2008           | [Архівовано 17 серпня 2021 у Wayback Machine.]  |
| Raw Power (оригінальний виконавець - The Stooges)                                  | The Spaghetti Incident?                                                                      | 1993           | [Архівовано 17 серпня 2021 у Wayback Machine.]  |
| Reckless Life                                                                      | Live ?!*@ Like a Suicide                                                                     | 1986           | [Архівовано 17 серпня 2021 у Wayback Machine.]  |
| Riad N' the Bedouins                                                               | Chinese Democracy                                                                            | 2008           | [Архівовано 17 серпня 2021 у Wayback Machine.]  |
| Right Next Door to Hell                                                            | Use Your Illusion I                                                                          | 1991           | [Архівовано 4 жовтня 2021 у Wayback Machine.]   |
| Rocket Queen                                                                       | Appetite for Destruction                                                                     | 1987           | [Архівовано 17 серпня 2021 у Wayback Machine.]  |
| Scraped                                                                            | Chinese Democracy                                                                            | 2008           | [Архівовано 17 серпня 2021 у Wayback Machine.]  |
| Shadow of Your Love                                                                | It's So Easy/Mr. Brownstone Guns N' Roses (EP) Appetite for Destruction Super Deluxe edition | 1987 1988 2018 | [Архівовано 4 жовтня 2021 у Wayback Machine.]   |
| Shackler's Revenge                                                                 | Chinese Democracy                                                                            | 2008           | [Архівовано 17 серпня 2021 у Wayback Machine.]  |
| Shotgun Blues                                                                      | Use Your Illusion II                                                                         | 1991           | [Архівовано 17 серпня 2021 у Wayback Machine.]  |
| Since I Don't Have You (оригінальний виконавець - The Skyliners)                   | The Spaghetti Incident?                                                                      | 1993           | [Архівовано 15 серпня 2021 у Wayback Machine.]  |
| So Fine                                                                            | Use Your Illusion II                                                                         | 1991           | [Архівовано 17 серпня 2021 у Wayback Machine.]  |
| Sorry                                                                              | Chinese Democracy                                                                            | 2008           | [Архівовано 17 серпня 2021 у Wayback Machine.]  |
| Street of Dreams                                                                   | Chinese Democracy                                                                            | 2008           | [Архівовано 17 серпня 2021 у Wayback Machine.]  |
| Sweet Child o' Mine                                                                | Appetite for Destruction                                                                     | 1987           | [Архівовано 9 травня 2021 у Wayback Machine.]   |
| Sympathy for the Devil (оригінальний виконавець - The Rolling Stones)              | Interview with the Vampire (саундтрек)                                                       | 1994           | [Архівовано 17 серпня 2021 у Wayback Machine.]  |
| There Was a Time                                                                   | Chinese Democracy                                                                            | 2008           | [Архівовано 17 серпня 2021 у Wayback Machine.]  |
| Think About You                                                                    | Appetite for Destruction                                                                     | 1987           | [Архівовано 17 серпня 2021 у Wayback Machine.]  |
| This I Love                                                                        | Chinese Democracy                                                                            | 2008           | [Архівовано 17 серпня 2021 у Wayback Machine.]  |
| Used to Love Her                                                                   | G N' R Lies                                                                                  | 1988           | [Архівовано 17 серпня 2021 у Wayback Machine.]  |
| Welcome to the Jungle                                                              | Appetite for Destruction                                                                     | 1987           | [Архівовано 14 серпня 2021 у Wayback Machine.]  |
| Yesterdays                                                                         | Use Your Illusion II                                                                         | 1991           | [Архівовано 19 серпня 2021 у Wayback Machine.]  |
| You Ain't the First                                                                | Use Your Illusion I                                                                          | 1991           | [Архівовано 17 серпня 2021 у Wayback Machine.]  |
| You Can't Put Your Arms Around a Memory (оригінальний виконавець - Джонні Сандерс) | The Spaghetti Incident?                                                                      | 1993           | [Архівовано 17 серпня 2021 у Wayback Machine.]  |
| You Could Be Mine                                                                  | Use Your Illusion II                                                                         | 1991           | [Архівовано 12 липня 2021 у Wayback Machine.]   |
| You're Crazy                                                                       | Appetite for Destruction G N' R Lies                                                         | 1987 1988      | [Архівовано 17 серпня 2021 у Wayback Machine.]  |

## Виноски
1. ↑  Першою назвою була "Silkworms". Ця пісня була записана під час запису альбому "Chinese Democracy", однак вперше зіграна в 2001 році на концерті. Була перероблена і переопублікована в 2021 році, однак пісня була злита в інтернет ще в 2018 році.
2. ↑  "Ain't Going Down" також відома під назвою "Ain't Going Down No More". Не варто її плутати із неопублікованою піснею "Going Down", яка була злита в 2012 році.
3. ↑  Робоча назва - "Three Dollar Pyramid"
4. ↑  Ця пісня є поєднанням пісень "Buick Mackane" гурту T. Rex та "Big Dumb Sex" гурту Soundgarden
5. ↑  Робоча назва - "Chinese Stew"
6. ↑  Були створені дві версії пісні "Don't Cry": "оригінальна" версія увійшла до альбому "Use Your Illusion", "альтернативна" версія (з іншим текстом) до "Use Your Illusion II"
7. ↑  Також відома під назвами "Hard School", "Hardschool", "Jackie Chan" та "Checkmate". Ця пісня була записана під час запису альбому "Chinese Democracy", частина пісні була злита в інтернет в 2006 році, вся пісня в 2019. Була перероблена та опублікована як сингл в 2021 році.
8. ↑  working title was "If"
9. ↑  Пісня була опублікована як прихований запис в кінці пісні "I Don't Care About You"
10. ↑  Також відома під назвами "Wreckless" та "Reckless"
11. ↑  Робоча назва - "Rhiad"
12. ↑  Також відома під назвою "Lies They Tell"
13. ↑  Пісня була вперше опублікована в комп'ютерній грі "Rock Band 2", робоча назва - "Shankler's Revenge"
14. ↑  Також відома під назвою "The Blues"
15. ↑  Робоча назва - "TWAT"
16. ↑  Пісня була пізніше вилучена з альбому "Appetite for Destruction" і переопублікована в альбомі "G N' R Lies"